# Speaking of Dreams
Speaking of Dreams — студийный альбом американской фолк-певицы Джоан Баэз записанный и выпущенный в 1989 году.

## Об альбоме
Песня «China» была навеяна событиями событиями 4 июля 1989 года на площади Пекина Тяньаньмэнь и посвящена погибшим там от рук властей китайским студентам.

## Список композиций
| №                   | Название                                                   | Автор(ы)                                      | Длительность |
| ------------------- | ---------------------------------------------------------- | --------------------------------------------- | ------------ |
| 1.                  | «China»                                                    | Джоан Баэз                                    | 6:29         |
| 2.                  | «Warriors of the Sun»                                      | Джоан Баэз                                    | 5:57         |
| 3.                  | «Carrickfergus»                                            | Patrick Moloney, Van Morrison                 | 5:37         |
| 4.                  | «Hand to Mouth»                                            | Джордж Майкл                                  | 4:31         |
| 5.                  | «Speaking of Dreams»                                       | Джоан Баэз                                    | 4:26         |
| 6.                  | «El Salvador» (дуэт с Джексоном Брауном)                   | Greg Copeland                                 | 3:56         |
| 7.                  | «Rambler Gambler/Whispering Bells» (дуэт с Полом Саймоном) | народная                                      | 5:04         |
| 8.                  | «Fairfax County»                                           | David Massengill                              | 5:53         |
| 9.                  | «A Mi Manera» (при участии Gipsy Kings)                    | C. Francois, G. Thibault, J. Revaux, Пол Анка | 3:54         |
| Общая длительность: | Общая длительность:                                        | Общая длительность:                           | 45:47        |

## Участники записи
- Джоан Баэз — вокал, акустическая гитара (3, 4)
- Abraham Laboriel — бас-гитара (1, 2, 4), гитаррон (3)
- Paulinho Da Costa — перкуссия (2, 9)
- John Robinson — ударные (1, 2)
- Shawna Culotta — арфа (3, 9)
- John Hobbs — фортепиано (1, 3, 6, 7), орган Хаммонда (2, 7)
- Oren Waters, Roy Galloway — бэк-вокал (1, 2)